# Max Steiner

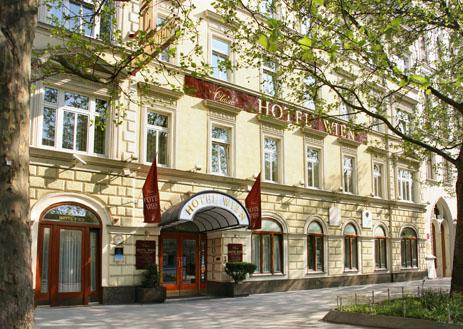
Rodný dům na Praterstrasse 72

Maximilian Raoul Steiner (10. květen 1888, Vídeň – 28. prosinec 1971, Los Angeles) byl rakouský hudební skladatel židovského původu, autor zejména filmové hudby. Spolu s Erichem Wolfgangem Korngoldem, Franzem Waxmanem, Alfredem Newmanem a Miklósem Rózsem je jedním z otců tohoto žánru. Složil hudbu k více než 350 filmům, byl 24krát nominován na Oscara a třikrát ho získal. Byl jedním z prvních filmových hudebníků, který začal ve své práci používat techniku leitmotivů, jež pochází z romantismu konce 19. století.

## Život
Narodil se ve Vídni, v bohaté židovské rodině. Jeho otec Gabor byl vynálezce, stavitel obřího ruského kola v Prátru. Matka Marie byla divadelní tanečnice, jeho kmotrem byl slavný skladatel Richard Strauss. Svou první operetu Steiner složil již ve dvanácti letech. Rodiče přesto jeho hudební kariéře nevěřili a přiměli ho se přihlásit na Vídeňskou technickou univerzitu. Nakonec ale přece jen přestoupil na Univerzitu múzických umění, kde studoval hru na klavír, housle i trubku. Krom toho bral soukromé hodiny, mj. u Gustava Mahlera. Čtyřleté studium zvládl za jediný rok.
Jeho prvním velkým úspěchem byla opereta Krásná Řekyně. Roku 1904 se usídlil v Londýně, kde setrval až do vypuknutí první světové války. V prosinci 1914 přišel do New Yorku a prakticky okamžitě se uchytil na Broadwayi, kde se po vystřídání mnoha hudebních profesí vypracoval až na hudebního režiséra.
V roce 1929 dostal nabídku z Hollywoodu, z hudebního oddělení firmy RKO, kterého se později stal ředitelem. Přišel do Hollywoodu v době, kdy filmová hudba stála na rozcestí – končil němý film a mnozí tvrdili, že s nástupem filmu zvukového zmizí i potřeba filmové hudby. Steiner si byl jist, že opak je pravdou, ale bylo potřeba o tom přesvědčit producenty. Jeden z nich, David Selznick, vyslyšel Steinerovy apely a nechal ho zkomponovat hudbu k jediné pasáži svého nového filmu Symphony of six milion, ke scéně, v němž hlavnímu hrdinovi umírá otec. Ukázalo se, že hudba může dění na plátně nesmírně umocňovat a přitom se netlouct s mluveným slovem. To byl průlom. Během šesti následujících let složil Steiner hudbu ke 111 filmům RKO a otevřel cestu i jiným skladatelům.
Za jeden z mezníků v jeho kariéře i v dějinách filmové hudby je označován film King Kong z roku 1933. Hudba se ve filmu stala jednou z nejsilnějších významotvorných složek. Steiner pracoval s leitmotivem hlavních postav a dokresloval psychické stavy jako strach či sympatie. Soundtrack ke King Kongovi je jednou z prvních původních partitur zvukového filmu, která je dnes reprodukována jako komplexní samostatné dílo klasické hudby. Za další mezník bývá označován film Johna Forda Denunciant, kde Steiner napsal hudbu ještě před natáčením a některé scény filmu se hudbě při natáčení přizpůsobily. Za tuto hudbu získal svého prvního Oscara.
Steiner byl též velkým obhájcem tzv. "mickey-mousingu", kdy hudba popisně ilustruje děj, zejména komediálně (například hrdina jde po schodech a hudba s každým dalším schodem mění tón stupnice). Jeho posedlost touto technikou nesdílel ani Selznick a v roce 1937 se kvůli ní tak vážně pohádali, že se Steiner rozhodl odejít z RKO a přejít k Warner Bros. Jedna z jeho prvních zakázek pro Warnery je známá dodnes – jde o fanfáry, které doprovázejí logo Warner Bros na počátku každého filmu. Jakousi fanfarónskou odpovědí Selznickovi byl pak film Život je cesta, kde Steiner masivně užil "mickey-mousingu", a přesto udržel uměleckou kvalitu, čehož důkazem byl druhý Oscar. Selznick však na něj zcela nezanevřel a občas si ho vypůjčil do svých projektů. Jedním z nich byl i snímek Jih proti Severu. Steiner pro něj vytvořil 16 hlavních témat a téměř 300 vedlejších motivů. S délkou přes tři hodiny šlo tehdy o vůbec nejdelší hudební doprovod pro film v historii. Náročnou práci stihl během dvanácti týdnů, avšak za vydatného přispění drogy benzedrin, která mu umožnila pracovat i 20 hodin bez přestávky. Film nakonec dostal deset Oscarů, ale Steinerova hudba oceněna nebyla. Dalšího Oscara se dočkal až v roce 1945, za hudbu k dramatu z druhé světové války Když si odešel, kde varioval řadu amerických vlasteneckých melodií.
Za klasickou je dnes považována též hudba k romantickému filmu Casablanca. V té době se však také začala objevovat kritika jeho hudby jako klišovité a přeslazené. Kritici si rovněž povšimli, že aby si ušetřil práci, někdy recykloval pasáže z předchozích filmů. To bylo také však způsobeno často brutálními termíny dodání hudby – 70 minut hudebního podkresu k filmu We are not alone musel například vytvořit za šest dnů.
V roce 1965 odešel do důchodu. O šest let později, ve věku 83 let, zemřel na selhání srdce. Pochován je na hřbitově Forest Lawn, na místě, kde odpočívají jeho kolegové z branže jako Newman, Tiomkin nebo Rózsa.
Časem byl doceněn ještě víc než za života. Americký filmový institut zařadil King Konga na 13. příčku a Jih proti Severu na 2. příčku žebříčku filmů s nejlepším hudebním doprovodem. U příležitosti 100. výročí jeho narození mu byla starostou Vídně na jeho rodném domě na Praterstrasse 72 (dnes Hotel Wien) odhalena pamětní tabule. V roce 1995 byl posmrtně uveden do Skladatelské síně slávy. Od roku 2009 se ve Vídni každoročně uskutečňuje festival Hollywood in Vienna, jehož hlavní ocenění nese název Cena Maxe Steinera.